# Rarytkin
Rarytkin (ros. хребет Рарыткин) – pasmo górskie w azjatyckiej części Rosji, w Czukockim Okręgu Autonomicznym.
Stanowi część Gór Koriackich; ciągnie się na długości ponad 200 km wzdłuż lewego brzegu rzeki Wielika w jej środkowym i dolnym biegu; wysokość do 1381 m n.p.m. Powstało podczas orogenezy alpejskiej; zbudowane z mezozoicznych i paleozoicznych piaskowców, andezytów i łupków ilastych; w niższych partiach zarośla olchy i kosej limby, w wyższych tundra górska.